# Karola Skowrońska
Karola Skowrońska z domu Gizło (ur. 1944 w Wieluniu) – polska bibliotekarka, działaczka kulturalna i społeczna związana z Grudziądzem.

## Życiorys
Absolwentka studium bibliotekarskiego w Jarocinie i polonistyki na Uniwersytecie im. Adama Mickiewicza w Poznaniu. W 1966 rozpoczęła pracę w Bibliotece Miejskiej w Grudziądzu, w latach 1972–2007 była jej dyrektorem. W tym czasie gmach główny został gruntownie zmodernizowany, księgozbiór powiększony, zreorganizowano sieć biblioteczną i wprowadzono nowoczesne techniki obsługi czytelnika. Członek komitetu redakcyjnego rocznika „Folia Toruniensia”, wydawanego przez Książnicę Kopernikańską w Toruniu.
Należy do organizatorów Grudziądzkiego Towarzystwa Kultury (GTK), którego była pierwszym prezesem w latach 1976–2007. Obecnie piastuje godność Prezesa Honorowego. Z ramienia GTK była przewodniczącą rady redakcyjnej „Kalendarza Grudziądzkiego” (t. 1, 1997 – 10, 2006), gdzie opublikowała szereg artykułów. Obecnie nadal wchodzi w skład rady. Pod jej redakcją ukazał się ponadto m.in. album Grudziądz (1991).
Od 1991 jest przewodniczącą zarządu Fundacji na Rzecz Tradycji Jazdy Polskiej, nawiązującej do tradycji przedwojennego Centrum Wyszkolenia Kawalerii, z jej inicjatywy w Grudziądzu organizowane są doroczne Zjazdy Kawalerzystów II RP (jubileuszowy XX zjazd odbył się 2008). Była pomysłodawczynią utworzenia w 1994 w Muzeum w Grudziądzu Sal Tradycji Jazdy Polskiej. Była redaktorką wspomnień Zygmunta Podhorskiego, Tak zapamiętałem ... Wspomnienia i dokumenty (od 13 marca do 10 października 1939 roku) (2002), opublikowała broszurę Kawaleryjski Grudziądz (2008). Otrzymała honorowe członkostwo dziewięciu pułków kawalerii II RP i – jako jedyna kobieta – tytuł Honorowego Rotmistrza.
Należała m.in. do komitetu odbudowy Pomnika Żołnierza Polskiego, budowy Pomnika Katyńskiego i Pomnika ułana z dziewczyną oraz do inicjatorów odsłonięcia kolejnych tablic pamiątkowych w Grudziądzu. Członek kapituły Nagrody im. Aleksandra Gąssowskiego, przyznawanej przez Centrum Kultury Teatr i Nagrody im. ks. Janusza Pasierba, przyznawanej przez Radę Miasta na wniosek miejscowego Klubu Inteligencji Katolickiej. Od 2007 jest członkiem Synodu Kościoła Ewangelicko-Augsburskiego jako delegatka diecezji pomorsko-wielkopolskiej. W 731. Rocznicę nadania praw miejskich w 2022 r. została Honorową Obywatelką miasta Grudziądza.

## Odznaczenia
- Krzyż Kawalerski Orderu Odrodzenia Polski
- Złoty Krzyż Zasługi
- Brązowy Medal „Zasłużony Kulturze Gloria Artis”[2]
- medal za zasługi dla Stowarzyszenia Bibliotekarzy Polskich
- Odznaka Honorowa i Medal Pamiątkowy Kustosza Tradycji, Chwały i Sławy Oręża Polskiego